# Доминикански самостан Светог Крижа на Чиову
Доминикански самостан Светог Крижа на Чиову је римокатолички манастир са црквом саграђен у 15. веку, посвећен Светом Крсту. Воде га доминиканци. Заједно са самостанском црквом чини целину која је заштићено културно добро. Самостан је природном смрћу фратара напуштен 1852. године и од тада није био у функцији све док ходочасничким с краја 20. и с почетка 21. века нису ово заборављено хрватско светиште поново оживеле, молитвама, ходочашћем и чашћењем кипа Светог Крижа, што је постала традиција жупне заједнице у Далмацији.

## Положај
Самостански комплекс Светог Крижа се налази на адреси Трг Николе Милиновића 1, на локалитету званом Чићманова њивица (Zizmana Gniviza) у насељу Арбанија на острву Чиово, у Општини Трогир у Републици Хрватској.
Самостану се може прићи путем са копна (острва) или бродићем са мора. Некада се до самостана из Трогира долазило искључиво морем јер је некадашњи пут ишао подаље од самостана, преко хриди Чиова.
- Прилази правци самостану
- Прилаз Самостану са мора
- Прилаз Самостану са копна

## Заштита
Самостан Светог Крижа данас је у Хрватској заведен под ознаком З-3492 као непокретно културно добро - појединачно, правни статус  заштићена културног добра, класификовано као "сакрално-профана градитељска баштина". Није под УНЕСКО-вом заштитом. 

## Историја
Оснивање доминиканског самостана Светог Крижа на острву Чиово непосредно је вазана за покрет  обнове доминиканског реда у 15. и 16. веку. Након оснивања  доминиканског реда 1216. године, у првих стотинак година он је имао  18 провинција (редовничких покрајина) и у 620 самостана око 12.000 чланова, да би настао период осипања духовника, из више разлога:
- природни замор доминиканског реда  након наглог успона реда,
- велика епидемија Црне куга која је 1348. готово преполовила европско становниство, начинивши пустош у самостанским заједницама,
- стогодисњи рате (1337 -1453) између Француске и Енглеске који је економски осиромађио и бројчано опустођио најнапредније и најбројније самостане и провинције;
- именовање најспособијих духовника бискупима или њихово узимање у црквену службу итд.

Почев од краја 14.  века, доминикански ред је постепено надокнађивао велике бројчане губитке и поновно ухватио корак развоја на разним подручјима. Вођен снажним деловањима  генерала (врховног старешине) реда Рајмунда из Капуе (1380 -1399), који је дошао до идеје да у свакој провинцији реда оснује барем по један самостан примарног духовничког деловања у којима би духовници живели по првобитној замисли, он је тим повратио основну идеју оснивача реда и тако повратио некадашњи углед и бројност доминиканаца.
На појаву доминиканаца у Далмацији утицала је духовничка реформа из Венеције, која се брзо проширила како због географских близина тако и због тога што се Далмација од 1409. године нашла у саставу Млетачке републике. Захваљујући Николи Милиновићу из Трогира, који је у родном граду ушао у доминикански ред. Старешине су га, захваљујући помоћи трогирске градске општине од 50 лира, послале на студије у Италију. По завршеном школовању, код њега се јавиала жеља да духовнички живот пренесе и у властиту редовничку покрајину. У договору с трогирским градским властима, на севеној страни острва Чиова, на месту званом Зизмана Гнивиза, од млетачке владе затражио је комад пустог, неплодног и ненастањеног земљиста дужине 15 и ширине 10 трогирских вретена, како би на њему основао један самостан строгог редовачког опслуживања. Његова молба је ускоро била повољно решена, па је дужд Францеско Фосцари (1423-1457) 7. маја 1432. издао одобрење у облику повеље упућене 
трогирском кнезу Мадалену Контарену и трогирској власти.
Пошто је за оснивање самостана било неопходно одобрење Папе, Милиновић је и то издејствовао, па је Папа посебном булом овластио трогирског бискупа доминиканца Тому Паруту Томасинија да дозволи оснивање самостана на Чиову, што је он и учинио, и  22. јуна 1432. године дао Милиновићу сва потребна овлашћења за градњу новог самостана.
Градња цркве и самостана одмах је почела 1432. године, али због недостатка материјалих средстава није напредовала довољно брзо. Незна колико је градња трајала, али се претоставља да је самостан завршен до средине 15. века, што индиректно потврђује један документ млетачке владе издан 1458. године чиовским фратрима у коме се изричито спомињу њихова црква и самостан као већ саграђени. Црква и смостан посвећени су Светом Крижу чија је чудотворна моћ била веома поштована у Далмацији. Самостан је имао 20 духовника.
Са доласком браће доминиканаца доселило се и ново становништво које су наводно довели са собом да би обрађивали самостанско земљиште. Наиме, чиовски доминиканци поседовали су многе земље не
само у околини самостана, већ и другде на Чиову. Један мали рт на јужној обали острва поред
хридине Орлице и околне земље забележен је у катастру из 1830. као њихово власништво, а рт се
називао Пунта Санта Кроке (Punta Santa Croce). Самостан је имао и поседе на копну, у Великом трогирском пољу и велики рибњак на Пантану. Тако су временом недалеко од самостана средином 15. века изграђене куће прво засока а онда села Арбанија. У неким је документима село забележено под именом Албанија. Тако је уписано и на мапи аустријског катастра из 1830., као и на Археолошкој карти Солина и околине из 1894. године.  За ово становништво тврди се да су пореклом Албанци, који су пребегли из Албаније под најездом Турака, али и ратовали за Мелетачку републику.
Будући да су чиовска браћа доминиканци били поборници строгог начина духовничког опслуживања, нису смели јести месо него су се хранили биљним храном и млечним производима. У ту су сврху били присиљени држати одређени број коза и оваца од којих су добијали млеко.
Оснивач и први старешина чиовског самостана и цркве Николе Милиновића умро је 11. јула 1451. године и по властитој жељи сахрањен је на властитој зељи, испод ногу браће на отвореном простору испред цркава. Његова духовничка браћа су на великој каменој надгробној плочи урезала његов лик са натписом: 
До почетка 18. века број фратара у самостану са око 15 до 20 особа  постепено се смањива, и пратио је пад бројног стања у провинцији Далмацији, до 1807. године. У француским окупацијама спао је на
свега два духовника. Тако је остало и у следећих десетак година. За  разлику од других од многих других самостана - овај самостан није национализиран или насилно укинут од власти, него се као духовничка заједница једноставно угасио на природан начин због недостатка духовника.
На даљу судбину чиовско самостана утицала је одлука провинђала Дубровчанина Рајмунда Гуцетијаа од 5. јула 1851. да је младе духовнике боље слати у Италији где за њихово васпитање и школовање постоје бољи услови него на Чиову. Био је то „смртни ударац” чиовском самостану, који је званично престао са радом 1852. године.  Црква је, и након гашења самостана, као и раније, повремено била коришћена за жупну службу, а у самостанским просторијама је и жупни стан.
До данас  је у светишту сачувано обиље заветних дарова околног становништва и ходочасника. У сакристији је ормар касноготичких стилских карактеристика 495 у коме је некад било смештено мноштво реликвија, које је као и црквени инвентар описао још папински визитатор Агостино Валиер 1579., обилазећи цркву.
Током рата на простору бивше Југославије с почетка 1990-тих година, у међунационалном и међуверском сукобу самостан је претрпео мања оштећења у једном од гранатирања острва Чиова са подручја Дивуља.

## Самостански комплекс
Самостански комплекс је изграђен на самој стеновитој обали Јадранског мора, у делу острва, званом  Чићманова њивица, пратећи конфигурацију терена, и облика мале лука која се налази испред њега. С обзиром на његов широко изложени и изоловани положај према мору и копну самостан је осмишљен као компактна целина, готово као утврђење, посебно његов северни део, директно изложен према мору, за кога се стиче утисак да је попут  утврђења, с две куле између којих је велика тераса над морем. 
Дуж северне стране самостана пружа се тераса, са једне стране отворене над морем, тако да су уз њу могли пристајати бродићи.  Ретка стилска обележја са спољашње стране самостана налазе се изнад ове терасе. Једно од њих је камени венац с карактеристичним профилом својственим романичком стилу. Над терасом према мору издиже се и камени кип Христа на крсту у облику слова Y - на стаблу с двема гранама готичких стилских карактеристика.
У средишту самостанског комплекса је унутрашње двориште с клаустром окруженом тремом на стубовима са готичким капителима, а  источно од комплекса је било гробље у коме су сахрањивани  духовници, али и становништво Жедног и Арбаније.  
Самостанско двориште
Самостанско двориште окружено тремом који носе стубови са готичким капителима, под терасом и тремом већим је делом поплочано белим и црвенкастим каменим плочама. Над тремом уз цркву пружа се лођа. На осталим странама над тремом су равне терасе са сливницима за одвод вода и пуњење цистерне.
У средишњем делу полочаног простора дворишта налази се круна бунара са грбовима. Један грб припада роду Витури, а на другом је грбу унутар штита крст с атрибутима христовог страдања
Средишњи део самостанског комплекса је клаустер (конципиран као затворени врт, и чврста архитектонска баријера света монаха од кметова и радника који живе и раде ван и око самостана) уз који је на јужној страни саграђена самостанска црква. По просторном решењу клаустар је сличан оном у доминиканском самостану у Трогиру.
Пространи самостански врт који се налази са западне стране пружа се  дуж северног оградног зида подигнут изнад самог мора, на гребенима Зизмане Гнивизе. Врт је служио као повртњак, али и као перивој у коме су под крошњама палми монаси могли шетати и медитирати, путељком покривеним сеником. На западној страни врта према луци налазила се кућица за смештај барке.
Хоспициј
Хоспициј је посебна једноспратна зграда, са готичким луковима луковима у приземљу, била је намењена за смештај ходочасника. Налазила се у склопу самостана до црквенога прочеља,  .  . Сачуван је део украшеног дрвеног плафона.
Самостански комплекс у свом саставу имао је све уобичајене садржаје: 
- кухињу
- трпезарију - рефекторијум , пространу дворану с каменим постољима столова. Средишња уздужна греда која носи плафон украшена је готичким мотивом извијеног ужета. Греду придржава камени стуб с каменицом за воду. Сачувана је и камена проповедаоница с које је духовник током обедовања читао молитве и друга штива. Од велике слике с приказом Поседње вечере у трпазарији је остао само део оквира.
- капитуларну дворану,  уз источну страну клаустра се два прозора и врата са шиљастим готичким луковима. Део ове дворане заузимала је мала капела. Сачуван је касноготички, богато изрезбарени и обојени плафон. На гредама се још назире фрескодекорација, са малим медаљоном са главама приказанима у профилу на антикизирајући начин.

Остали садржаји самостанског комплеска
Од осталих садржаја самостански комплекс је имао:
- три спаваонице,
- перионицу,
- житницу,
- складишта
- гробље.[18]

- Поглед на самостан из више праваца

### Самостанска црква
Самостанска црква је једнобродна грађевина са наглашеном вертикалном осовином. На прочељу је портал са каменом стрехом изнад које је прозорска ружа, а са стране су два узана готичка прозора. На јужном зиду отворена су четири готичка прозора.
Портал цркве који је са карактеристика готике настао је у доба градње цркве (тридесетих, четрдесетих година 15. века. На порталу је слабо читљив натпис, који у преводу К. Лучина гласи:
Док на надвратнику портала стоји овај натпис, који у преводу К. Лучина гласи:
Рељеф у лунети накнадно је уметнут; приказује тему Пијета, с Богородицом која у крилу држи мртвог Христа. Исклесан у камену пешчанику, рељеф је попрлично оштетило, време и слани морски  ваздух, па је сада у облику геолошких конфигурација. У композицији и морфологији рељефа  препознају се утицаји вајарства Николе Фирентинца.
Црква је пресвођена преломљеним готичким сводом, има издигнути презбитеријум у коме се сачуване хорске клупе такође касноготичких стилских карактеристикаа. У поду презбитеријума је крипта у којој се налази гробница фра Николе Милиновића, најзаслужније личности за подизање и оснивање самостана.

Црква је  (што је сасвим разумљиво)  временом доживела неколико модификација које нису битно промениле њен основни изглед. Д. Фарлати наводи да је 1592. године са стране Јеванђеља подигнут мермерни олтар са следећим натписом: 
Изнад главног олтара био је натпис: 
а испод овог натписа овај:

### Звоник
Уз цркву је звоник, растворен при врху готичким бифорама, покривен црепом на четири воде и гвозденим крстом на врху и једним прозором. На његовом јужном зиду окренутом према сунцу налази се сунчани сат.
- Звоник самостанске цркве

## Знаменитост самостана
Главна знаменитост самостана је чудотворно распело, о коме је сачуван препис из 1760. исправе која води порекло из 1600. о чудима везанима за распело у самостанској цркви и који гласи: 
Распело је изрезбарио пустињак који је боравио крај цркве Госпе од Призиднице на вањској страни Чиова. На Велику суботу 1. травња 1600. године, тврди се, кип распетог Исуса је прокрварио, отворио уста и очи те мијењао боје лица. О свему су одмах обавијештени трогирски кнез и бискуп; наводе се свједоци, многи су од њих неписмени, међу којима су не само Трогирани већ и Грци и Албанци (ваљда војници у служби Венеције?). О том чуду била су у Рим послана посебна извјешћа. Самостан је постао стјециште ходочасника који су пристизали из Трогира, Каштела, Сплита, Брача, особито на благдане Великог петка и Кристова Узашашћа. Према извјешћу визитатора доминиканског реда за провинцију Далмацију из 1614. године, спомиње се побожност према Распећу, што доноси многе милодаре.
Јадан од куоризитета самостана био је тај, да су се борећи се на страни ускока, поданика аустријског цара и хрватског краља, мештани Чиова у самостану 1596. године крили оружје, јер су против воље млетачких власти учествовали у ослобађању Клиса, тада у турским рукама.